# Johann von Ligne

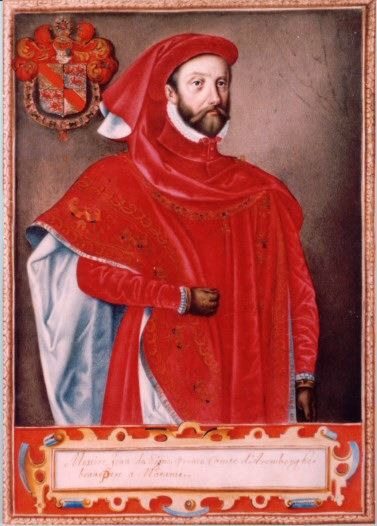
Jean de Ligne

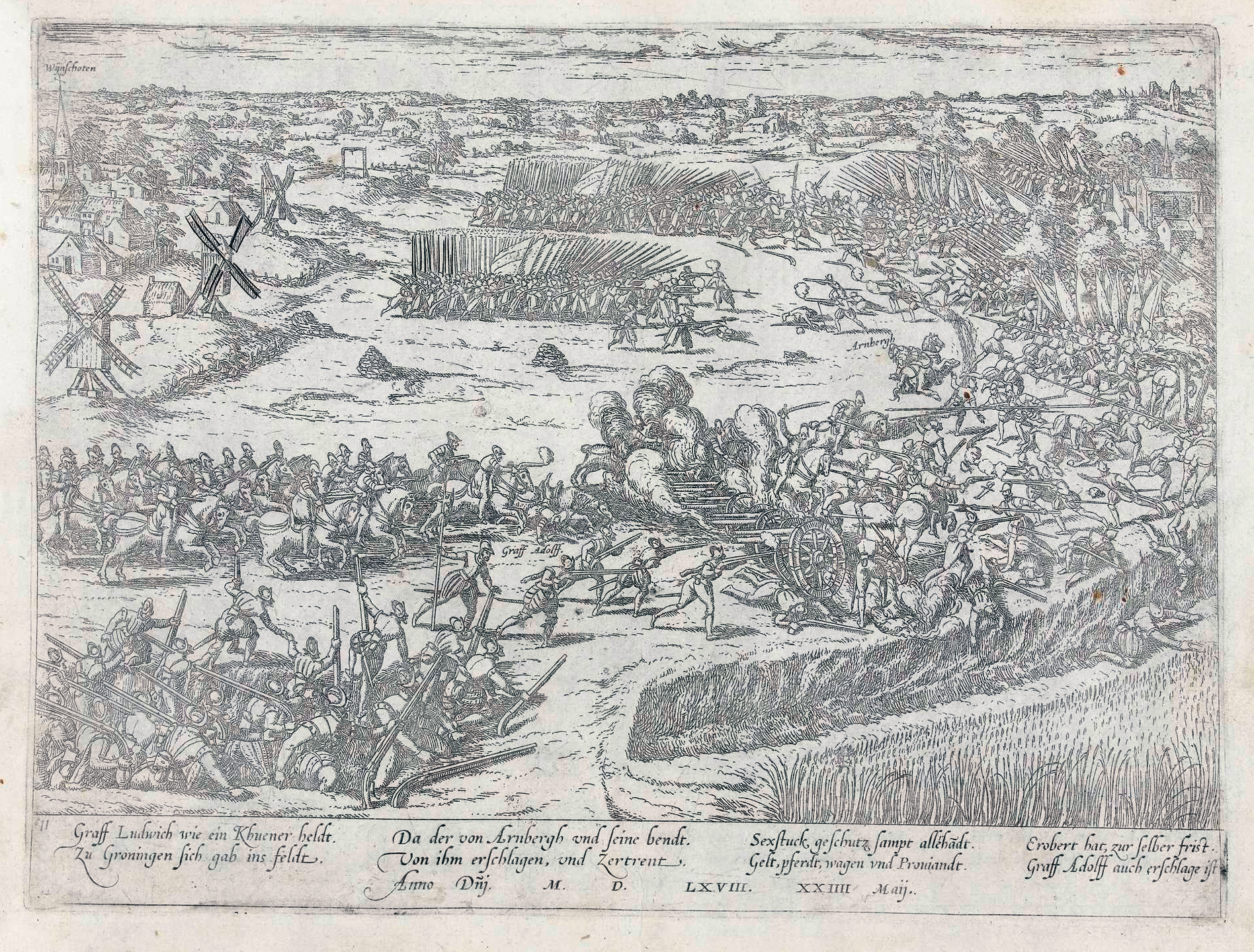
Schlacht von Heiligerlee

Johann von Ligne, Baron von Barbençon (* um 1525; † 23. Mai 1568 in der Schlacht von Heiligerlee), entstammte dem alten, freiherrlichen Geschlecht Ligne, das sich nach dem Ort Ligne bei Tournai nannte,
war von 1547 bis 1568 Graf – später Reichsgraf – von Arenberg.
Er heiratete am 18. Oktober 1547 Margaretha von der Marck-Arenberg, Schwester des 1541 ohne Nachkommen verstorbenen Robert III. von der Mark-Arenberg und wurde so der Stifter des dritten Hauses Arenberg. Beide Familien waren in den Spanischen Niederlanden und im Hochstift Lüttich begütert.
Während der Unruhen in den Spanischen Niederlanden stellte er sich auf die Seite des Königs von Spanien. Bereits 1546 wurde er daher mit dem Orden vom Goldenen Vlies ausgezeichnet.
1549 erhob der Kaiser ihn (wegen Aremberg) in den Reichsgrafenstand. Vom gleichen Jahr an war Johann von Ligne Statthalter des Königs von Spanien in Friesland, Groningen, Drenthe und Overijssel und einer der Heerführer der Spanier gegen die aufständischen Republik der Vereinigten Niederlande der Niederlande. 1567 erhielt er vom Herzog von Alba das Kommando über 2000 Mann Kavallerie und 1200 zu Fuß. Im Jahr 1568 nahm er die Stadt Damm ein, die Ludwig von Nassau besetzt hatte. Am 23. Mai 1568 traf er auf die Armee der Rebellen. Er kam daraufhin zur Schlacht von Heiligerlee. Die Schlacht war der Beginn des Achtzigjährigen Krieges und endete mit einer
Niederlage für die Spanier. Johann selbst fiel in der Schlacht.
Ihm folgte sein Sohn Karl als Reichsgraf von Arenberg, der zunächst unter der Vormundschaft seiner Mutter stand.

## Familie
Seine Eltern waren Freiherr Ludwig von Barbançon und dessen Ehefrau Marie de Glymes.
Aus seiner Ehe mit der Gräfin Margaretha von Arenberg entstammen folgende Kinder:
- Karl (* 22. Februar 1550; † 18. Januar 1616) ⚭ Anne de Croÿ, Prinzessin von Chimay
- Marguerite (* 24. Februar 1552; † 24. Februar 1611) ⚭ Graf Philippe de Lalaing (1537–1582)
- Antonia Wilhelmina (* 1. März 1557; † 26. Februar 1626) ⚭ 1577 Salentin IX, Graf von Isenburg-Grenzau, Kurfürst von Köln
- Emmanuel (* 1. März 1556; † 15. Juni 1561)
- Christian (* 12. August 1560; † 12. Mai 1566)
- Robert, Prinz von Barbançon (* 11. November 1564; † 2. März 1614) ⚭ Claudine zu Salm-Dhaun (* 12. November 1569; † Februar 1632)